# 布蘭斯克

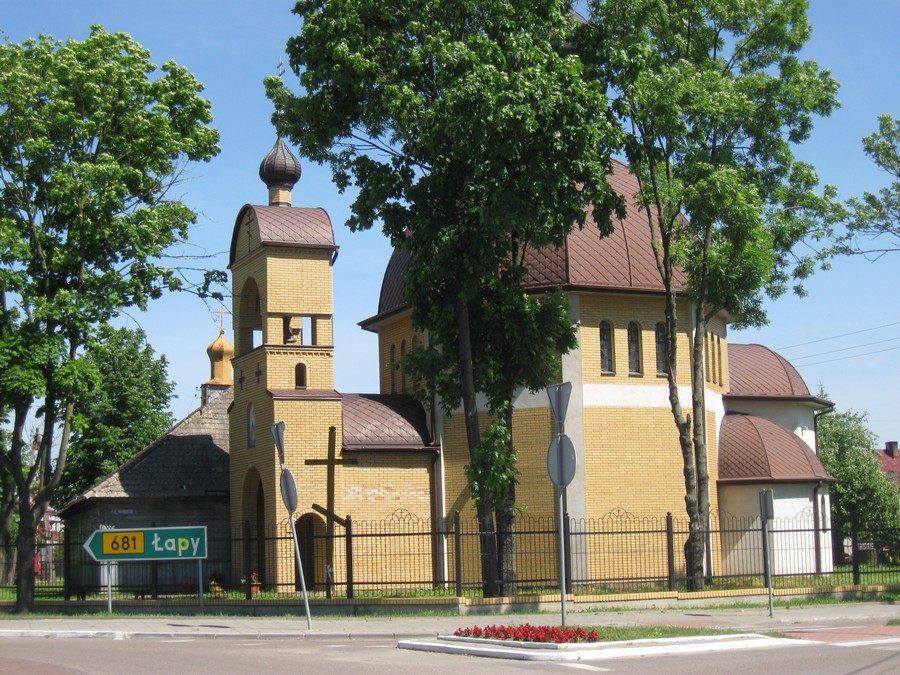

布蘭斯克是波蘭的城鎮，位於該國東北部，由波德拉謝省負責管轄，面積32.43平方公里，受大陸性氣候影響，每年平均降雨量超過550毫米，2007年人口3,822。

## 外部連結
- Jewish cemetery in Brańsk （页面存档备份，存于） (in Polish - English Text （页面存档备份，存于）)
- Polish Righteous: Those Who Risked Their Lives （页面存档备份，存于）
- Video tour of Brańsk on YouTube （页面存档备份，存于）

52°44′N 22°51′E / 52.733°N 22.850°E